# Mesoleptus prolixus
Mesoleptus prolixus är en stekelart som beskrevs av Schiodte 1839. Mesoleptus prolixus ingår i släktet Mesoleptus och familjen brokparasitsteklar. Inga underarter finns listade i Catalogue of Life.